# Filmportal.de
filmportal.de es una base de datos en línea de información relacionada con el cine alemán. Incluye amplia información sobre películas y cineastas, así como artículos sobre temas cinematográficos. El sitio web se lanzó con motivo del 54.º Festival Internacional de Cine de Berlín el 11 de febrero de 2005. filmportal.de se revisó y amplió en 2011/2012.

## Contenido
La base de datos proporciona información sobre unas 85 000 películas de cine y televisión alemanas (junio de 2015) desde 1895 hasta la actualidad. Alrededor de 8 000 películas se presentan en detalle con descripciones de contenido, fotogramas y/o carteles. Además, filmportal.de cataloga alrededor de 190 000 nombres de cineastas, 5 000 de estas entradas incluyen una biografía.
La información léxica se complementa con avances, fragmentos de películas de clásicos alemanes y, cada vez más, largometrajes. Además, los textos editoriales vinculan la información con la historia del cine en la República de Weimar, la Alemania nazi y la RDA.

## Instituciones organizadoras
filmportal.de fue creada por Deutsches Filminstitut (Frankfurt) en colaboración con CineGraph - Centro de Investigación sobre Cine de Hamburgo y con el apoyo de otros miembros del Kinematheksverbund alemán y las asociaciones de la industria cinematográfica alemana. El sitio web coopera con la Asociación de Cinetecas y Archivos Cinematográficos Europeos (ACE), Arte, Fundación DEFA, Goethe-Institut, German Films Service + Marketing GmbH, Deutsche Filmakademie y el Festival Internacional de Cine de Berlín.